# 버닝스테이지
《버닝 스테이지》는 2009년에 만든  대한민국의 영화이다.

## 수상정보
- 27회 부산국제단편영화제(2010)   후보 공식경쟁(양선우)
- 5회 인디애니페스트(2009)        후보 독립보행(양선우)
- 8회 제주영화제(2009)                수상심사위원특별상(양선우)
- 3회 시네마디지털서울 영화제(2009) 후보 한국단편경쟁(양선우)
- 8회 미쟝센 단편영화제(2009)      후보 국내경쟁-희극지왕(양선우)

## 줄거리
```
달빛이 밝은 호숫가에서 물방울들이 보여주는 ‘백조의 호수’발레 공연. 그들의 정체는 무엇일까?
```

지크프리트 왕자는 호숫가에서 노니는 백조 떼들 중 달빛 아래서 인간으로 변하는 오데뜨(백조)공주를 발견하고 사랑에 빠진다. 하지만 오딜(흑조)은 이들을 방해하고 급기야 공주를 벼랑 끝에 내몬다.